# Abagrotis glenni
Abagrotis glenni là một loài bướm đêm thuộc họ Noctuidae. Nó được tìm thấy ở British Columbia tới California và Utah.
Sải cánh dài khoảng 33 mm. Con trưởng thành bay từ tháng 4 đến tháng 5.
Ấu trùng ăn Juniperus scopulorum và Thuja plicata.